# Torquay
Torquay (/tɔːrˈkiː/ tor-KEE) es un pueblo de la costa meridional de Inglaterra, perteneciente al condado de Devon y que se extiende a lo largo de la costa de Torbay. Se le conoce como la Riviera inglesa por su clima saludable.
El topónimo está formado por dos raíces: -quay (muelle, en inglés) y torr o torre, una voz tomada del inglés antiguo (y proveniente a su vez del celta), que designa a las pequeñas colinas del suroeste de Inglaterra. Esta última raíz está presente en varios topónimos de Devon y de Cornualles. El nombre original de Torquay era Fleet, hoy preservado en el nombre de calle vía principal, Fleet Street.
En la ciudad nació en 1890 la escritora Agatha Christie.

## Historia de Torquay

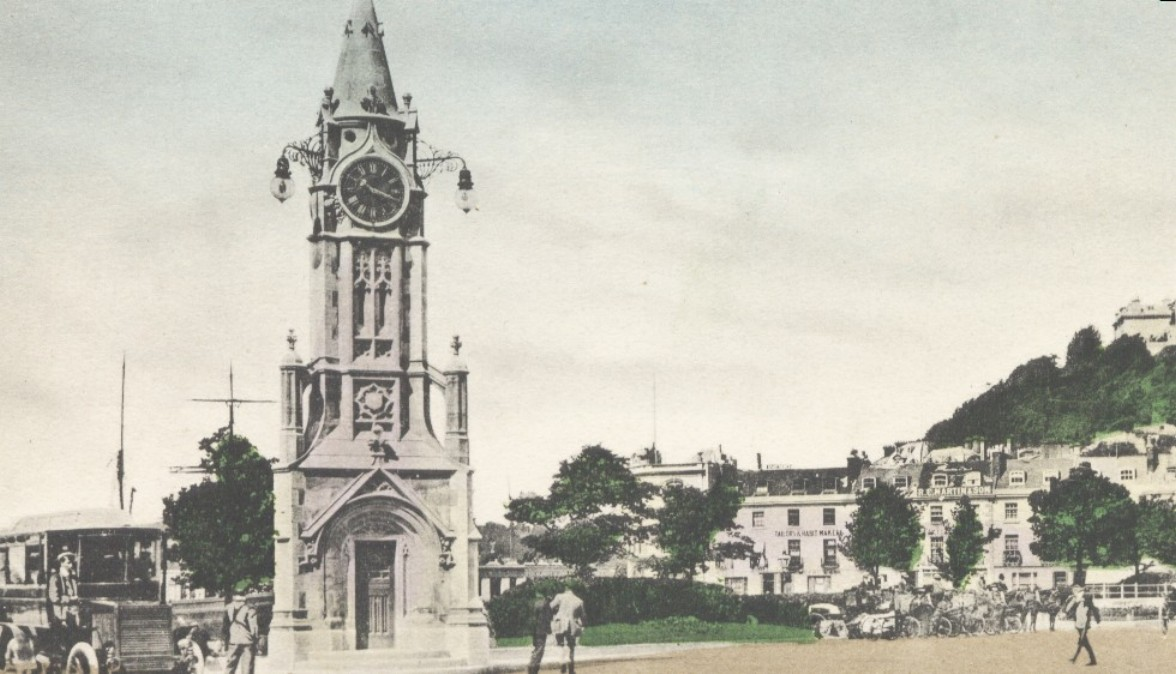
Torquay en 1922.

Restos encontrados en una roca conocida como "el rostro", situada en una caverna denominada Kent, demuestran que tropas romanas llegaron a Torquay cuando Bretaña pertenecía al Imperio romano.
La primera construcción destacable en Torquay fue la Torre Abbey, un monasterio fundado en 1196. El clima favorable de Torquay atrae a muchos visitantes, sobre todo a convalecientes que desean recuperarse y que en su mayor parte provienen de las frías regiones del Norte. La población de Torquay creció a ritmo acelerado pasando de 838 habitantes en 1801 a 11.474 en 1851. En la actualidad son 70.214 habitantes.
Durante la I Guerra Mundial se construyeron varios hospitales militares en Torquay (varios supervivientes de la batalla de Galípoli se recuperaron en la ciudad). En septiembre de 2009, George V de Inglaterra y la reina Mary visitaron Torquay. Al finalizar la guerra, la Great Western Railway lanzó una fuerte campaña para atraer a turistas a Torquay, lo que ayudó a convertirla en el más importante centro turístico de la costa sur.
Durante la II Guerra Mundial sirvió de refugio a varios evacuados, sobre todo a los que venían del Sur, Sureste y del área de Londres. Torquay sufrió los ataques de bombas enemigas durante la guerra, y en los meses que precedieron al Día D llegaron miles de soldados americanos a Torquay. La última incursión aérea sobre Torquay tuvo lugar el 29 de mayo de 1944.
Torquay acogió los eventos de deportes acuáticos durante la Olimpiada de Verano de 1948, y la llama olímpica fue llevada desde Londres hasta los jardines de la Torre Abbey.
Desde la II Guerra Mundial el concepto de turismo en el Reino Unido ha cambiado significativamente, y las ciudades de la costa sur son cada vez más populares para estancias cortas dentro del programa de vacaciones. Torquay ha incrementado a su vez la visita de turistas extranjeros, y se considera el destino preferido de los estudiantes extranjeros.

## Geografía
Situada en la costa sur de Inglaterra, Torquay ocupa una importante área sobre la costa oeste de la bahía de Torbay. Cuenta con varias playas de merecida reputación por la calidad del agua y la infraestructura turística, lo que la ha hecho acreedora de varios premios europeos. De entre todas las playas, las más destacables son:
- Maidencombe Beach
- Watcombe Beach
- Oddicombe Beach
- Babbacombe Beach
- Anstey's Cove
- Meadfoot Beach
- Torre Abbey Sands
- Corbyn Sands

Torquay es la tierra natal del famoso explorador Percy Fawcett, de la famosa novelista Agatha Christie, del comediante Peter Cook y de Richard Francis Burton, cónsul británico, explorador, traductor y orientalista.
Oscar Wilde aseguró haber escrito A Woman of No Importance durante una visita en la región.
Layla "Potty-Mouth" Jade, artista internacional de entretenimiento erótico, nació en Torquay en 1980.

## Demografía
El censo del Reino Unido de 2001 confirma la reputación de Torquay como ciudad de retiro, ya que de sus 62 963 habitantes el 26 % eran mayores de sesenta años, porcentaje que supera incluso a la tasa media de Inglaterra, que es del 21 %. Por otro lado, la población menor de veinte años ocupa el 23 % de la población total de la ciudad, en contraste con el 25% del resto de Inglaterra.
Las siguientes estadísticas han sido tomadas del censo de todo Torquay, incluyendo Paignton y Brixham.
| Estado civil                        | Número de habitantes |
| ----------------------------------- | -------------------- |
| Solteros (sin haberse casado nunca) | 26.880               |
| Casados o vueltos a casar           | 53.327               |
| Separados o Divorciados             | 14.273               |
| Viudos                              | 11.905               |

| Religión               | Número de personas |
| ---------------------- | ------------------ |
| Cristianos             | 98.820             |
| Budistas               | 196                |
| Hindúes                | 66                 |
| Judíos                 | 159                |
| Musulmanes             | 341                |
| Sikh                   | 50                 |
| Otros                  | 476                |
| Sin religión           | 19.345             |
| Religión no registrada | 10.253             |

## Economía
En 2001, había en Torquay una tasa de paro del 6.8%, bastante elevada si se compara con el 3.9% en Devon y el 5% en Inglaterra. Muchos habitantes de la zona trabajaban en el centro de vacaciones Pontins, antes de que fuera liquidado. Además, Torquay era la sede de Suttons Seeds, pero posteriormente, en 1998, fue reubicado en la ciudad vecina de Paignton, con lo que aumentó el desempleo.
La principal industria de Toquay es el turismo. Cuenta con un gran número de estudiantes europeos que viajan hasta allí para aprender inglés. También es muy importante la actividad pesquera: en el puerto pesquero de Brixham se encuentra una de las flotas pesqueras más importantes de Gran Bretaña. También es la base de los Guardacostas de Su Majestad y de la estación de botes salvavidas de Torquay.
Torquay está hermanada con Hameln en la Baja Sajonia, Alemania, desde 1973, y con Hellevoetsluis en los Países Bajos desde 1989.

## Medios de comunicación
Torquay tiene dos emisoras de radio local comerciales: "Heart Devon", la cual se emite desde sus estudios en Exeter, y "Palm 105.5", la cual tiene sus estudios en Lymington Road, en Torquay. La emisora "Heart Devon" es propiedad de Global Radio, mientras que Palm 105.5 es propiedad de la compañía londinense de medios de comunicación.
El periódico local del pueblo se llama "Herald Express" y se publica desde el 1925, después de una fusión de dos artículos. Su área de captación incluye pueblos fuera de la bahía, como Newton Abbot y Dartmouth. Torquay también tiene un periódico local comunitario mensual llamado "Torbay Times", el cual se fundó localmente en 2001, y fue uno de los pocos periódicos comunitarios en el Reino Unido.

## Ciudad hermanada
- Puerto de la Cruz, España 2:6